# Nicàgores de Messènia
Nicàgores de Messènia (en llatí Nicagoras, en grec antic Νικαγόρας "Nikagóras") fou un notable messeni connectat per llaços d'hospitalitat amb Arquidam V d'Esparta. Quan Arquidam va fugir a Messènia, Nicàgores el va acollir, li va proporcionar habitatge i aliments, i després va negociar la seva tornada a Esparta i el va acompanyar.
Cleòmenes III va fer matar Arquidam, però Nicàgores va ser perdonat. Més tard Nicàgores va trobar a Cleòmenes a Egipte, quan havia fugit a la cort de Ptolemeu III Evergetes I i va voler venjar la mort d'Arquidam. Va convèncer el ministre Sosibi d'acusar Cleòmenes de conspiració contra la vida del rei, i Cleòmenes va ser empresonat; tot i així Cleòmenes va poder escapar, segons diuen Polibi i Plutarc.